# Condado de Eaton (Michigan)
O Condado de Eaton é um dos 88 condados do estado americano de Michigan. A sede do condado é Charlotte, e sua maior cidade é Charlotte.
O condado possui uma área de 1 500 km² (dos quais 7 km² estão cobertos por água), uma população de 103 655 habitantes, e uma densidade populacional de 69 hab/km² (segundo o censo nacional de 2000). O condado foi fundado em 1837.